# Alfredo Palacios

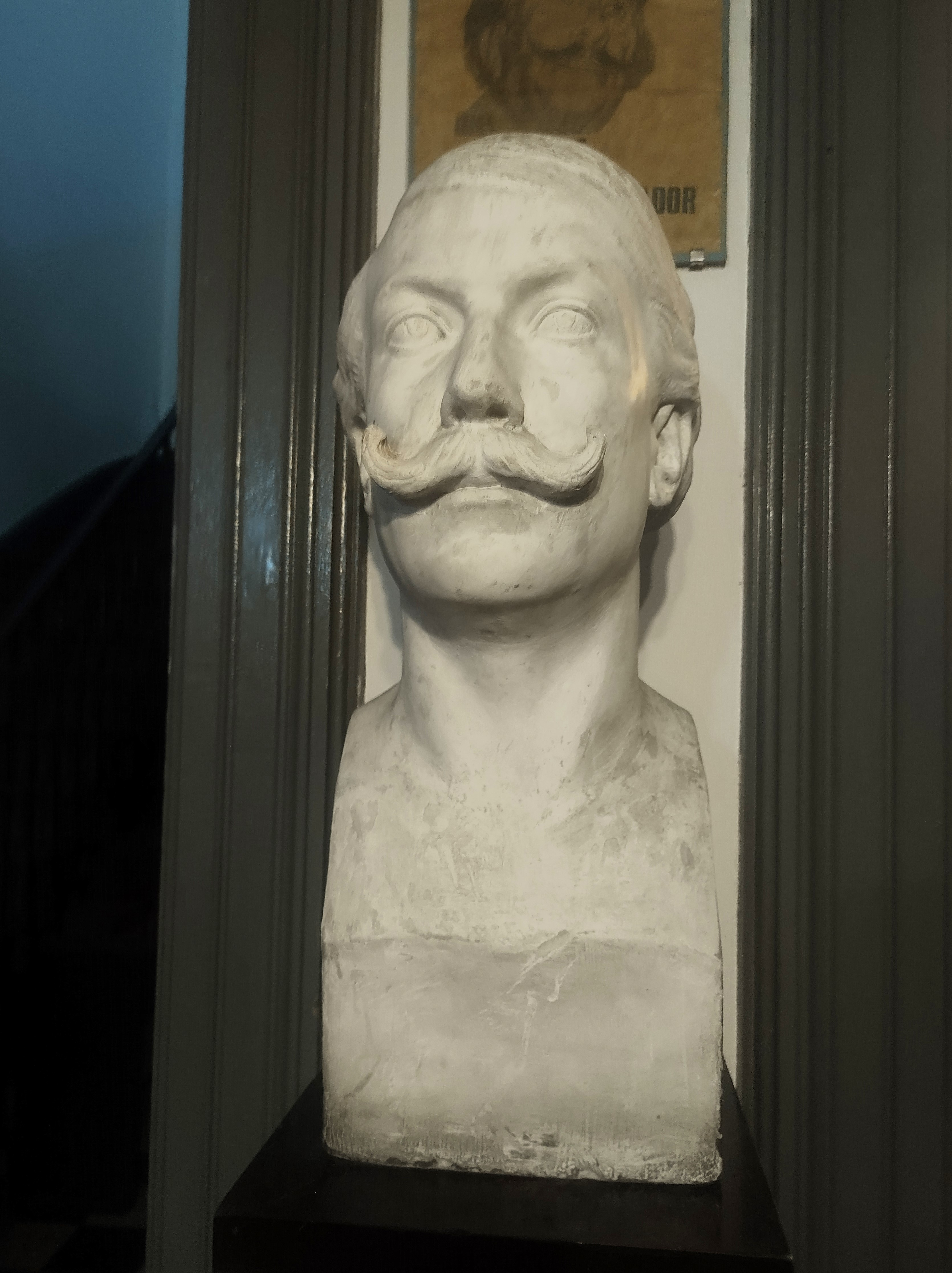
Büste von Alfredo Palacios

Alfredo Lorenzo Ramón Palacios (* 10. August 1878 in Buenos Aires; † 20. April 1965 ebenda) war ein argentinischer Rechtsanwalt, Politiker und Hochschullehrer.  Er war ab 1904 der erste sozialistische Abgeordnete in Lateinamerika.

## Leben
Palacios wurde in Buenos Aires geboren und studierte Rechtswissenschaften an der Universität von Buenos Aires. Nach seinem Abschluss wurde er Anwalt und gleichzeitig Hochschullehrer an der Universität Buenos Aires und später auch Dekan.
1901 trat er der Sozialistischen Partei Argentiniens (PS) bei und wurde 1902 deren Vertreter im Stadtparlament von Buenos Aires und 1904 in der Abgeordnetenkammer Argentiniens, dem argentinischen Nationalparlament, und wurde damit der erste sozialistische Abgeordnete Lateinamerikas. Bei den Wahlen 1912 und 1963 wurde erneut zum Mitglied der Abgeordnetenkammer, sowie 1932 und 1961 zum Mitglied des argentinischen Senats gewählt. Bei den Präsidentschaftswahlen 1951 war er Kandidat der PS.
Als Abgeordneter war er an prominenter Stelle bei der Erstellung eines Großteils der argentinischen Arbeitsgesetzgebung beteiligt.
Sein ehemaliges Wohnhaus in Buenos Aires ist heute ein ihm und seinem Wirken gewidmetes Museum.